# Pomnik Jana Pawła II w Sosnowcu
Pomnik Jana Pawła II w Sosnowcu – pomnik papieża Jana Pawła II na Placu Papieskim w Sosnowcu upamiętniający jego wizytę w mieście w czasie VII pielgrzymki do Polski.

## Historia pomnika i Placu Papieskiego

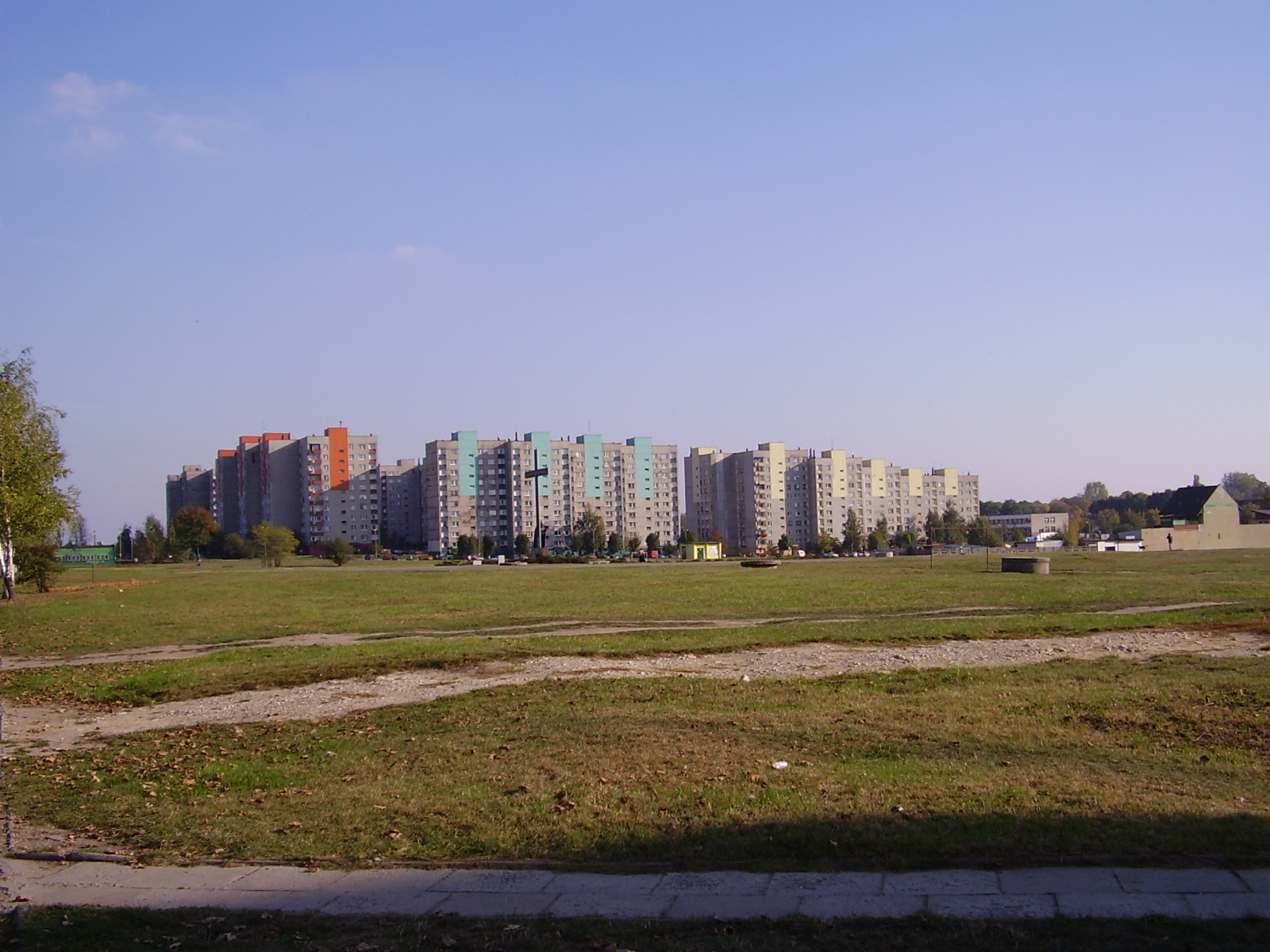
Plac przy ul. Gwiezdnej

Plac przy ulicy Gwiezdnej w Sosnowcu to rozległy teren gdzie 14 czerwca 1999 r. miało miejsce spotkanie z papieżem Janem Pawłem II w czasie jego wizyty duszpasterskiej w Polsce. W wydarzeniu wzięło udział około 320 tys. osób i było jednym z najważniejszych wydarzeń w historii, nie tylko Sosnowca, ale również Zagłębia Dąbrowskiego. Wspólna modlitwa podczas Mszy świętej i homilia Ojca Świętego była ogromnym przeżyciem dla wielu  mieszkańców, którzy w późniejszym czasie licznie przybywali do  miejsca, w którym odbyła się uroczysta liturgia z jego udziałem, żeby modlić się. Plac obwołano „Papieskim”, a 14 czerwca 2000 r. w rocznicę tych wydarzeń, w obecności 10 tys. zgromadzonych na nim wiernych biskup sosnowiecki Adam Śmigielski dokonał aktu koronacji figury Matki Bożej z parafii św. Joachima w Sosnowcu, przypominając wagę słów wypowiedzianych w czasie spotkania z papieżem. W 2001 r. z inicjatywy członków Akcji Katolickiej stanął w tym miejscu drewniany krzyż, pod którym 2 kwietnia 2005 r. po śmierci Jana Pawła II spontanicznie zgromadziło się ponad 80 tys. osób, by oddać cześć zmarłemu. W nocy z 7 na 8 kwietnia dzięki staraniom księży z zagórskiej parafii św. Joachima, przy wsparciu Straży Pożarnej oraz wolontariuszy, obok krzyża ustawiono wykonaną z masy żywicznej figurę papieża. 21 kwietnia 2005 r. uchwałą Rady Miejskiej nr 621/XVIII/05 plac otrzymał oficjalną nazwę Placu im. Papieża Jana Pawła II. W wyniku podjętych decyzji 12 czerwca 2006 r. został on zastąpiony pomnikiem z żeliwa autorstwa krakowskiego artysty rzeźbiarza Jana Funka, absolwenta Wydziału Rzeźby Akademii Sztuk Pięknych w Warszawie, twórcy m.in. pomnika Jana Pawła II w Bełchatowie. Poświęcenie pomnika na Placu Papieskim w Sosnowcu nastąpiło 14 czerwca 2006 r., w 7. rocznicę wizyty Jana Pawła II w mieście, a dokonał go biskup sosnowiecki Adam Śmigielski. Uroczystości poświęcenia i odsłonięcia pomnika towarzyszyła msza oraz koncert z udziałem grupy "Falcon Band". 21 muzyków wykonało m.in. tradycyjne pieśni religijne. Pomnik w chwili odsłonięcia w 2006 r. wraz z cokołem mierzył 9 metrów wysokości. Sam posąg miał wysokość 4,5 metra i ważył 1 345 kg.

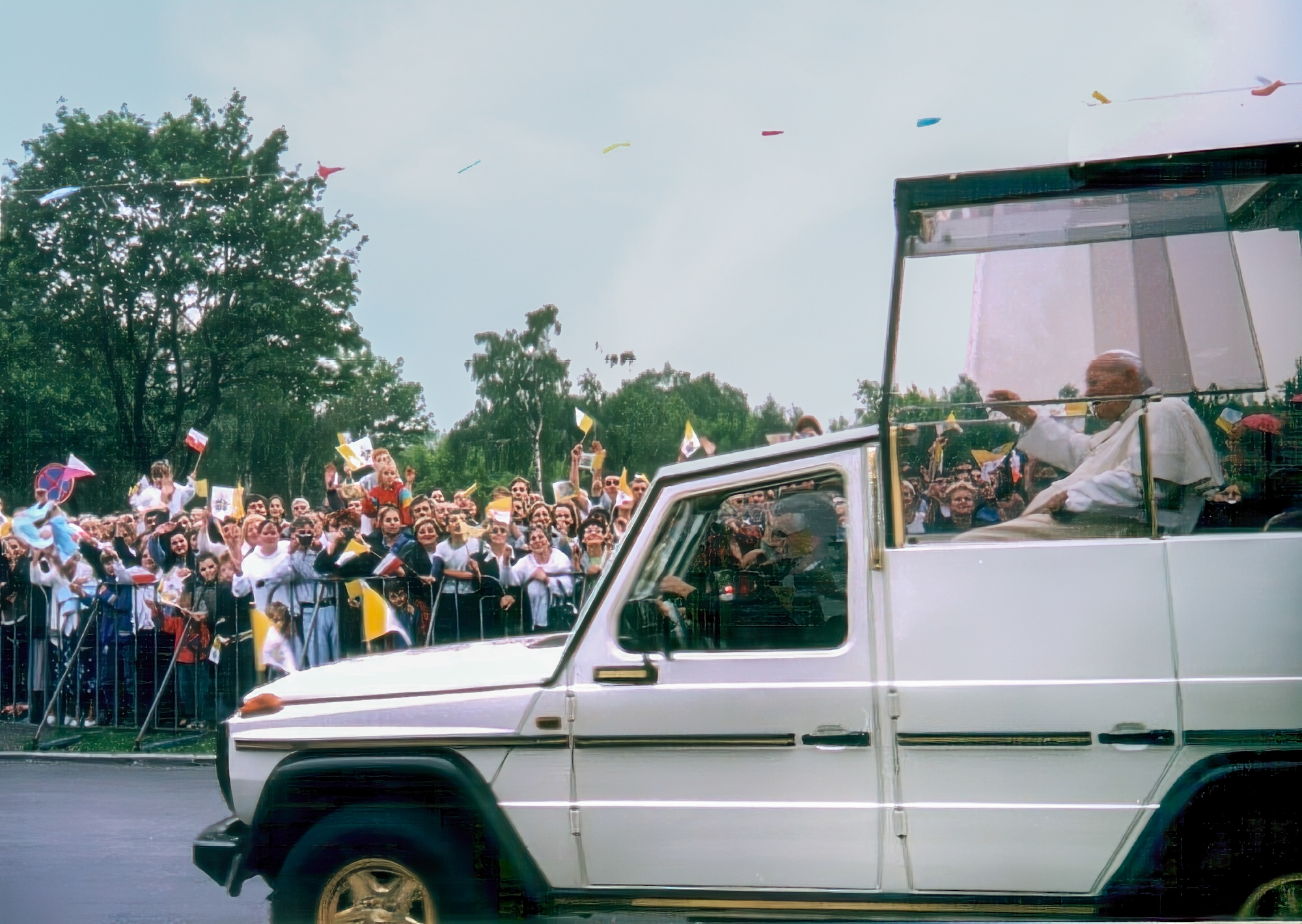
Jan paweł II w Sosnowcu w 1999 - przejazd ulicą Zaurskiego

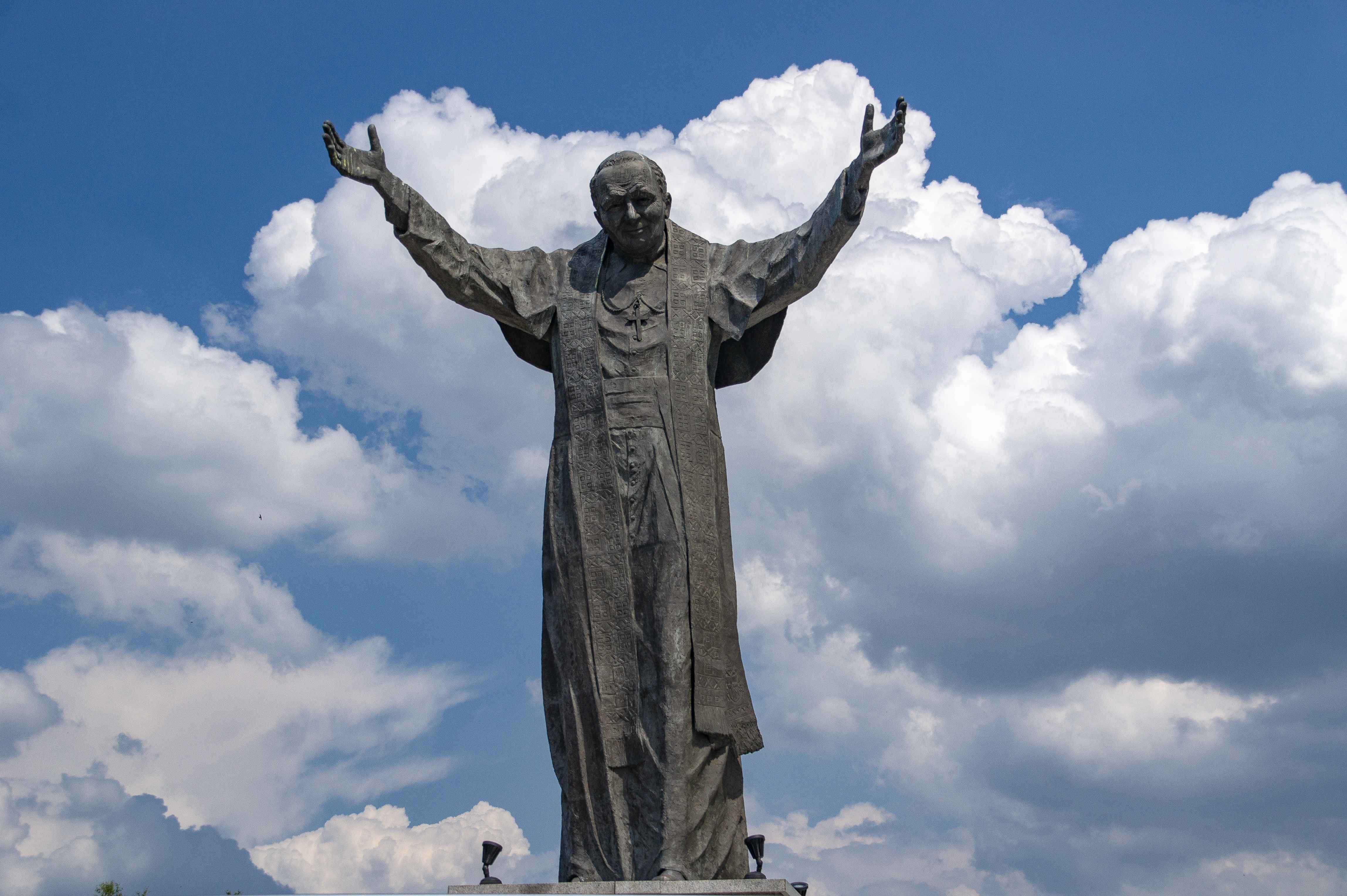
Pomnik: widok figury w 2018

W 2009 r. rozpoczęto budowę tzw. „barki”, stanowiącej jego podstawę. Barka, która ma formę wielkiej łodzi, została zaprojektowana jako konstrukcja monolityczna, żelbetowa, o powierzchni zabudowy około 385,3 metrów kwadratowych i wymiarach 40 metrów na 13,5 metra. Na burcie umieszczono dwadzieścia cztery herby miast i gmin Diecezji Sosnowieckiej. Na placu przed pomnikiem stworzono Kalendarium Pontyfikatu Jana Pawła II, na które składają się sto cztery  tablice zawierające informacje o podróżach zagranicznych Papieża-Pielgrzyma. Uroczystość poświęcenia barki odbyła się 10 listopada 2010 r. z udziałem biskupa sosnowieckiego Grzegorza Kaszaka. Autorzy projektu zagospodarowania terenu chcieli, by w przyszłości na podwyższeniu stanęły również maszty, które jeszcze bardziej upodobnią monument do łodzi, z papieżem jako sternikiem. W wyniku podjętych decyzji z Placu Papieskiego wyodrębniono teren o powierzchni 1,4 ha, na którym 23 maja 2023 r. oddano do użytku park dla mieszkańców pobliskiego osiedla mieszkaniowego.  

## Miejsce spotkań religijnych i kultury
Pod pomnikiem Jana Pawła II w Sosnowcu odbywają się uroczystości religijne i kulturalne. Uroczystości te odbywają się przynajmniej dwa razy w roku – 2 kwietnia (rocznica śmierci Jana Pawła II) i 14 czerwca (rocznica wizyty Jana Pawła II w Sosnowcu). Dnia 2 kwietnia 2009 r. odbyła się msza i koncert wokalistki Magdy Anioł z udziałem ok. 5 tys. osób. 16 czerwca 2019 r. w ramach uroczystych obchodów 20. rocznicy wizyty papieża Jana Pawła II w Sosnowcu na placu Papieskim wystąpił zespół Golec uOrkiestra. 4 czerwca 2022 r. z okazji 120-lecia urodzin miasta i 30-lecia Diecezji Sosnowieckiej odbył się uroczysty koncert Zespołu Pieśni i Tańca „Śląsk”. 20 maja 2023 r. na Placu im. Jana Pawła II z inicjatywy biskupa sosnowieckiego Grzegorza Kaszaka zorganizowano spotkanie modlitewne ze wspólną Mszą św., po której odbył się koncert muzyczny grupy Sound'n'Grace. 

## Inne miejsca upamiętnienia Jana Pawła II w Sosnowcu
Oprócz pomnika na Placu Papieskim, w Sosnowcu znajduje się także inne miejsce pamięci poświęcone Janowi Pawłowi II i jego VII pielgrzymce do Polski – tablica upamiętniająca miejsce lądowania papieża w dniu 14 czerwca 1999 r. na parkingu centrum handlowego Auchan Polska przy ulicy Zuzanny 20. W Centrum Pediatrii im. Jana Pawła II w Klimontowie znajduje się rzeźba poświęcona papieżowi. Karol Wojtyła jest patronem Szkoły Podstawowej nr 8, a imię Jana Pawła II nosi również rondo w pobliżu Placu Papieskiego. 